# Kingston Seymour
Kingston Seymour är en ort och civil parish i Storbritannien.   Den ligger i kommunen North Somerset och riksdelen England, i den södra delen av landet, 190 km väster om huvudstaden London. Kingston Seymour ligger 6 meter över havet och antalet invånare är 388.
Terrängen runt Kingston Seymour är huvudsakligen platt, men österut är den kuperad. Havet är nära Kingston Seymour åt nordväst.Runt Kingston Seymour är det tätbefolkat, med 493 invånare per kvadratkilometer. Närmaste större samhälle är Bristol, 19,4 km öster om Kingston Seymour. Trakten runt Kingston Seymour består i huvudsak av gräsmarker.